# Little Big Man
Little Big Man is een Amerikaanse western uit 1970 onder regie van Arthur Penn.

## Verhaal
Een 121-jarige man vertelt over zijn leven. In zijn jeugd werd hij geadopteerd door indianen. Hij kreeg ook een blanke opvoeding en leefde tijdens de oorlog in tweestrijd. Hij vertelt ook over de slag bij de Little Bighorn.

## Rolverdeling
| Acteur             | Personage                  |
| ------------------ | -------------------------- |
| Dustin Hoffman     | Jack Crabb                 |
| Faye Dunaway       | Mevrouw Pendrake           |
| Chief Dan George   | Old Lodge Skins            |
| Martin Balsam      | Mijnheer Merriweather      |
| Richard Mulligan   | Generaal Custer            |
| Jeff Corey         | Wild Bill Hickok           |
| Aimée Eccles       | Sunshine                   |
| Kelly Jean Peters  | Olga Crabb                 |
| Carole Androsky    | Caroline Crabb             |
| Robert Little Star | Little Horse               |
| Cal Bellini        | Younger Bear               |
| Ruben Moreno       | Shadow That Comes in Sight |
| Steve Shemayne     | Burns Red in the Sun       |
| William Hickey     | Historicus                 |
| James Anderson     | Sergeant                   |